# Passeggeri notturni
Passeggeri notturni è una serie televisiva italiana, diretta da Riccardo Grandi, tratto dai racconti di Gianrico Carofiglio contenuti nelle raccolte dell'omonimo romanzo e Non esiste saggezza.

## Trama
Ogni sera, gli ascoltatori di RadioFuturo si sintonizzano per seguire una trasmissione di grande successo: con la sua voce avvolgente e il suo carisma irresistibile, Enrico intrattiene il suo pubblico per due ore, raccogliendo le storie di chi telefona in diretta, e scegliendo di volta in volta le canzoni più appropriate per accompagnare i racconti.

## Episodi

### Tranelli
Una sera il conduttore ascolta il malessere di Sabrina: la donna non riesce mai a dire di no e si sente in colpa poiché da ragazzina suo padre le aveva chiesto di andare in farmacia per lui, lei si era rifiutata per uscire con le amiche e poi lui è morto; Enrico la esorta a reagire e così Sabrina di testa sua decide di mettersi un vestito che non piace al suo compagno Bruno che per questo le tira uno schiaffo.

### Maestro di bastone
Enrico racconta alla figlia Matilde un fatto avvenuto quando era bambino: in campagna insieme ai suoi amichetti si era scontrato con dei ragazzi prepotenti ma il vecchio Benito lì aveva difesi; in seguito il contadino gli insegnerà alcune tecniche che userà contro il bullo per difendersi. Intanto Sabrina ha sempre paura di Bruno e gli chiede di separarsi.

### Un addio
Enrico mentre torna in treno di notte nella sua cuccetta ha modo di conoscere Valeria: confrontandosi con lei rimane affascinato dalla sua intelligenza intuendo però che è tormentata da qualcosa. Risvegliatosi in stazione, non la trova più perché è già scesa dal treno.

### Città
Enrico parla in radio del suo pensiero fisso per Valeria e chiede ai suoi ascoltatori se abbiano mai avuto incontri simili. Ascolta perciò il racconto di Massimiliano: il fotografo in aeroporto ha avuto modo di conoscere Laura, una ragazza cieca che lo ha incuriosito molto dato che è proprio figlia di un fotografo; il ragazzo racconta che dopo un anno non si è ancora dimenticato di lei proprio come Enrico con Valeria. Dopo la trasmissione il suo amico poliziotto Nicola gli comunica che Sabrina si è suicidata due giorni dopo l’intervento in radio.

### Il paradosso del poliziotto
Valeria ascolta in lacrime la replica della trasmissione di Enrico con il racconto di Sabrina. Nicola gli racconta un episodio avvenuto quando era alle prime armi da poliziotto e di come è riuscito a ottenere la sua prima confessione da un ladro. Il conduttore non si dà pace per la morte di Sabrina che si è buttata dalla finestra e si angoscia ancora di più quando fuori dalla chiesa Valeria lo attacca rivelandogli di essere la sorella della ragazza.

### Doppio senso
Enrico è sempre di più tormentato dal senso di colpa e ascolta la storia di Giovanni: il ghost-writer sospettava che Veronica, la sua vicina di casa, fosse stata uccisa dal suo compagno ma affrontando l’uomo scopre che questo in realtà era suo zio nonché il suo medico che ha cercato fino all'ultimo di curarla con esito negativo dato che è morta per anemia sideropenica. Enrico si apposta sotto casa di Valeria: la ragazza lo nota, si avvicina a lui e si scusa per averlo attaccato.

### Monna Lisa
Valeria leggendo il diario di Sabrina scopre che veniva picchiata dal compagno abbreviato in "B". Enrico dà spazio alla storia di Paola Canfora, un'ex poliziotta che ha indagato sulla scomparsa di una bambina rom, prendendo a cuore il caso. La ragazzina era stata ritrovata morta soffocata e dopo aver arrestato il suo carnefice Paola aveva deciso di ritirarsi dalla polizia per tornare ai suoi studi e fondare l'associazione "Monna Lisa".

### Vigilie
Nicola racconta a Enrico di essere riuscito a risalire al compagno di Sabrina grazie alla segnalazione di Anna, una clochard che gli ha confidato di essere stata amica della donna. Alle domande del poliziotto, Bruno Billè, che è un avvocato sposato e con un figlio, racconta che non stava già più con Sabrina al momento della sua morte. Enrico e Valeria una sera escono insieme e finiscono per fare l’amore; il conduttore le consegna poi il nome dell'aguzzino di sua sorella.

### Tutta la verità
Valeria inizia a seguire Bruno Billè essendosi appostata sotto casa sua. Enrico è preoccupato perché non ha più sue notizie e sente di aver tradito la fiducia dell'amico poliziotto rivelando alla ragazza l'identità di Billé. In radio intanto si festeggia il compleanno del tecnico di regia Tancredi che ha una relazione segreta con un uomo.

### Non esiste saggezza
Enrico rintraccia Valeria all'aeroporto di Bari: la ragazza non si dà pace per non essere riuscita a salvare la sorella perché arrivata troppo tardi sotto casa sua e gli racconta di aver affrontato Bruno, rinfacciandogli di aver causato il suicidio di Sabrina. Al gate Enrico incrocia lo sguardo di Nicola arrivato per arrestare Valeria con l’accusa di aver ucciso Billè con diverse coltellate.

## Produzione
Le riprese sono iniziate nel novembre del 2018 a Bari tra il Lungomare, il centro città e il rione Madonella e in altre città della Puglia.

## Distribuzione
Il 4 maggio 2019 al Bifest è stato presentato nella sezione anteprime internazionali. Disponibile sulla piattaforma RaiPlay dal 25 febbraio 2020 con 10 episodi da circa 13 minuti l'uno, il 3 aprile viene trasmesso su Rai 3 come film a capitoli da 90 minuti raccogliendo davanti al video 1.354.000 spettatori pari ad uno share del 4.4%.